# Debra Wingerová
Debra Wingerová, celým jménem Mary Debra Winger (* 16. května 1955, Cleveland Heights, Ohio, USA) je americká herečka, která již byla třikrát nominována na Oscara, čtyřikrát na Zlatý glóbus a jednou na cenu Emmy.
Pochází z rodiny židovského obchodníka. Když jí bylo 16 let, odjela do Izraele jako dobrovolnice do kibucu, a později zde absolvovala vojenský výcvik v izraelské armádě. Po návratu do USA vystudovala sociologii na Kalifornské státní univerzitě v Nortridge. V roce 1972 na Silvestra prodělala vážné zranění, které jí prý vedlo k tomu, že se nakonec stala herečkou. Herectví studovala další 3 roky soukromě.
Svoji hereckou dráhu zahájila v roce 1976 účinkováním v televizním seriálu Zázračná žena.

## Filmografie (výběr)
- 1980 Městský kovboj
- 1982 Důstojník a gentleman (nominace na Oscara)
- 1983 Cena za něžnost (nominace na Oscara)
- 1986 Orlové práva (s Robertem Redfordem)
- 1987 Černá vdova
- 1988 Hořící kříže
- 1990 Každý vyhrává
- 1990 Pod ochranou nebe
- 1993 Krajina stínů (nominace na Oscara)
- 1993 Nebezpečná žena
- 1995 Zapomeň na Paříž
- 2003 Radio
- 2004 Samá sláva
- 2005 Dawn Anna (televizní film, nominace na cenu Emmy)
- 2008 Rachel se vdává